# ياماغوتشي هيتومي
ياماغوتشي هيتومي (باليابانية: 山口瞳)‏ (3 نوفمبر 1923 في طوكيو (اليابان) - 30 أغسطس 1995 في كونيتاتشي، طوكيو) روائي، وكاتب مقالات، وكاتب، وناقد أدبي من اليابان.

## روابط خارجية
- ياماغوتشي هيتومي على موقع IMDb (الإنجليزية)
- ياماغوتشي هيتومي على موقع قاعدة بيانات الفيلم (الإنجليزية)